# Ayça Varlıer
Ayça Varlıer (22. lipnja, 1977. – Ankara, Turska) turska je filmska, televizijska i kazališna glumica i pjevačica. Najpoznatija je po ulozi Pınar u turskoj televizijskoj seriji Gumuš.

## Biografija
Ayça je rođena u Ankari, gdje je živjela do sedme godine. Zatim se preselila u Istanbul. 
Sa šesnaest godina preselila se u SAD. Nakon završene srednje škole radila je u glazbenom kazalištu. Ljeti je učila engleski jezik, a zatim se odlučila posvetiti glumi. 
Prvu ulogu dobiva 2004. u filmu Anlat İstanbul. Zatim sudjeluje u još nekim filmovima kao što su O simdi mahkum i Havva Durumu. Dobiva i ulogu doktorice Buket u turskoj TV seriji Karim ve annem. 2005. utjelovljuje Pınar u turskoj TV seriji Gumuš. To je ujedno i njena najznačajnija uloga, koja ju je učinila popularnom. 
2008. i 2009. glumi u televizijskim serijama Limon Ağacı, Son bahar, Kurtlar Vadisi Pusu i Geniş Aile.
2010. dobiva ulogu Bahar u televizijskoj seriji Behzat Ç. Bir Ankara Polisiyesi.
Pjevačica je pop, jazz i u mjuziklima.

## Filmografija
| Godina        | Naslov                          | Uloga           | Vrsta               |
| ------------- | ------------------------------- | --------------- | ------------------- |
| 2010.         | Behzat Ç. Bir Ankara Polisiyesi | Bahar           | televizijska serija |
| 2009.         | Geniş Aile                      | Doktorica Hayat | televizijska serija |
| 2009.         | Kurtlar Vadisi Pusu             | Doktorica Neşe  | televizijska serija |
| 2008. – 2009. | Son Bahar                       | Sabiha Yılmaz   | televizijska serija |
| 2008.         | Limon Ağacı                     | Merve           | televizijska serija |
| 2007.         | Havva Durumu                    | Burcu           | film                |
| 2005.         | Gumuš                           | Pınar           | televizijska serija |
| 2005.         | O Şimdi Mahkum                  | Evrim           | film                |
| 2004.         | Karim ve Annem                  | Doktorica Buket | televizijska serija |
| 2004.         | Anlat İstanbul                  | Kül Kedisi      | film                |